# Километър
Километърът е единица за дължина, равна на 1000 метра. Означава се със символа km (съгласно международната система SI, приета и в България) или с км (допустимо в популярни издания).